# 鳴尾飛行場

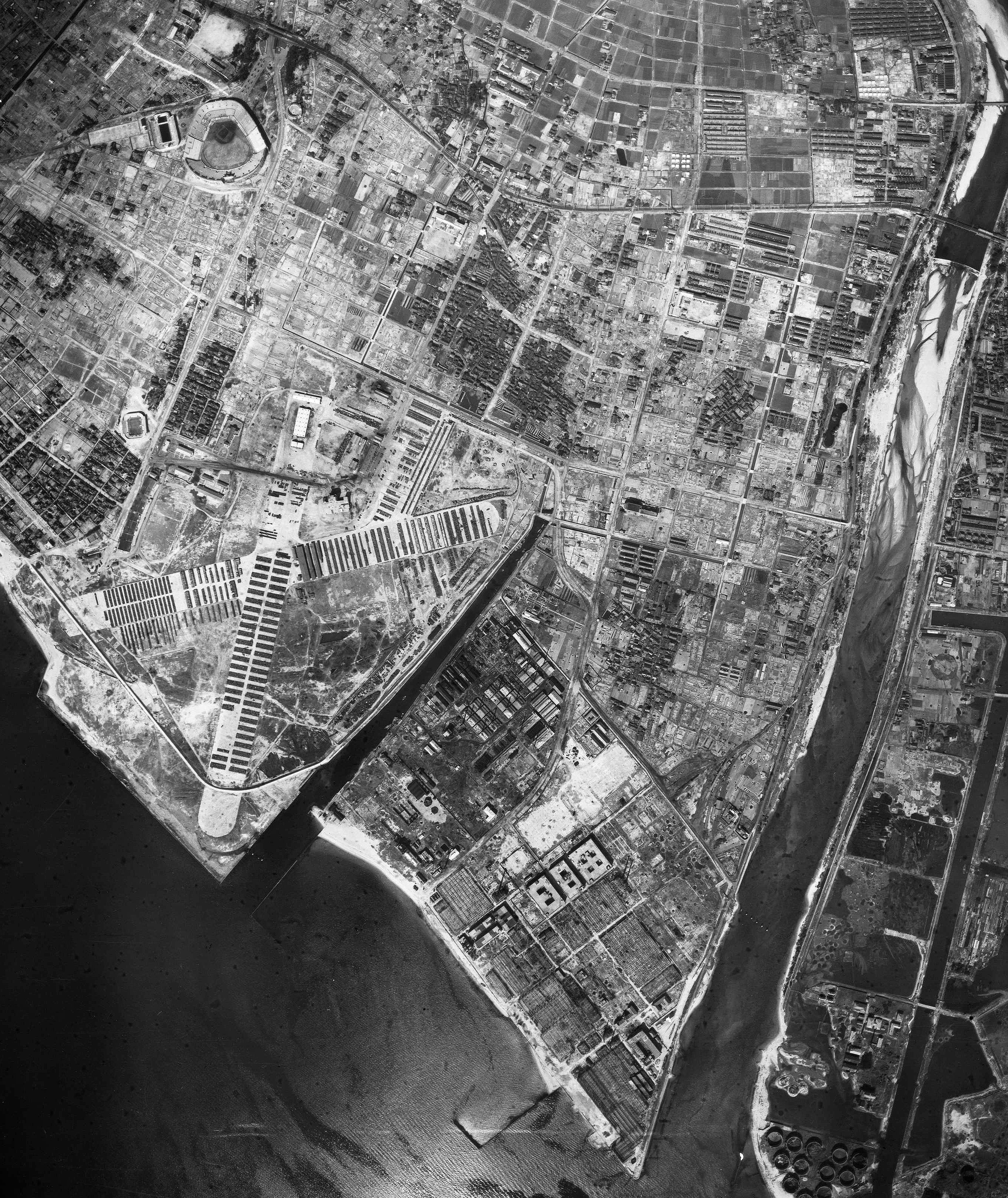
鳴尾飛行場（中央左・1948年米軍接収時）周辺　飛行場の北には甲子園球場　鳴尾川を挟んで東南側には川西航空機の工場があった。　国土地理院地図・空中写真閲覧サービスを基に作成

鳴尾飛行場（なるおひこうじょう）は、かつて兵庫県武庫郡鳴尾村（現在の西宮市枝川町）に存在していた大日本帝国海軍の飛行場である。また川西航空機（現在の新明和工業）が製造する軍用機の試験飛行用も兼ねていた。

## 概要
帝国海軍の航空基地であり、鳴尾川を挟み、川西航空機鳴尾製作所に隣接していた軍用飛行場である。
場内には、X字型の交差滑走路を有していた。
- 面積 - 1,260,000m²
- 滑走路 - 全長1,200m×幅100m コンクリート舗装2本
- 誘導路 - 2,000m×幅120m、1,000m×幅10m、900m×幅25m 砂利敷転圧

## 沿革

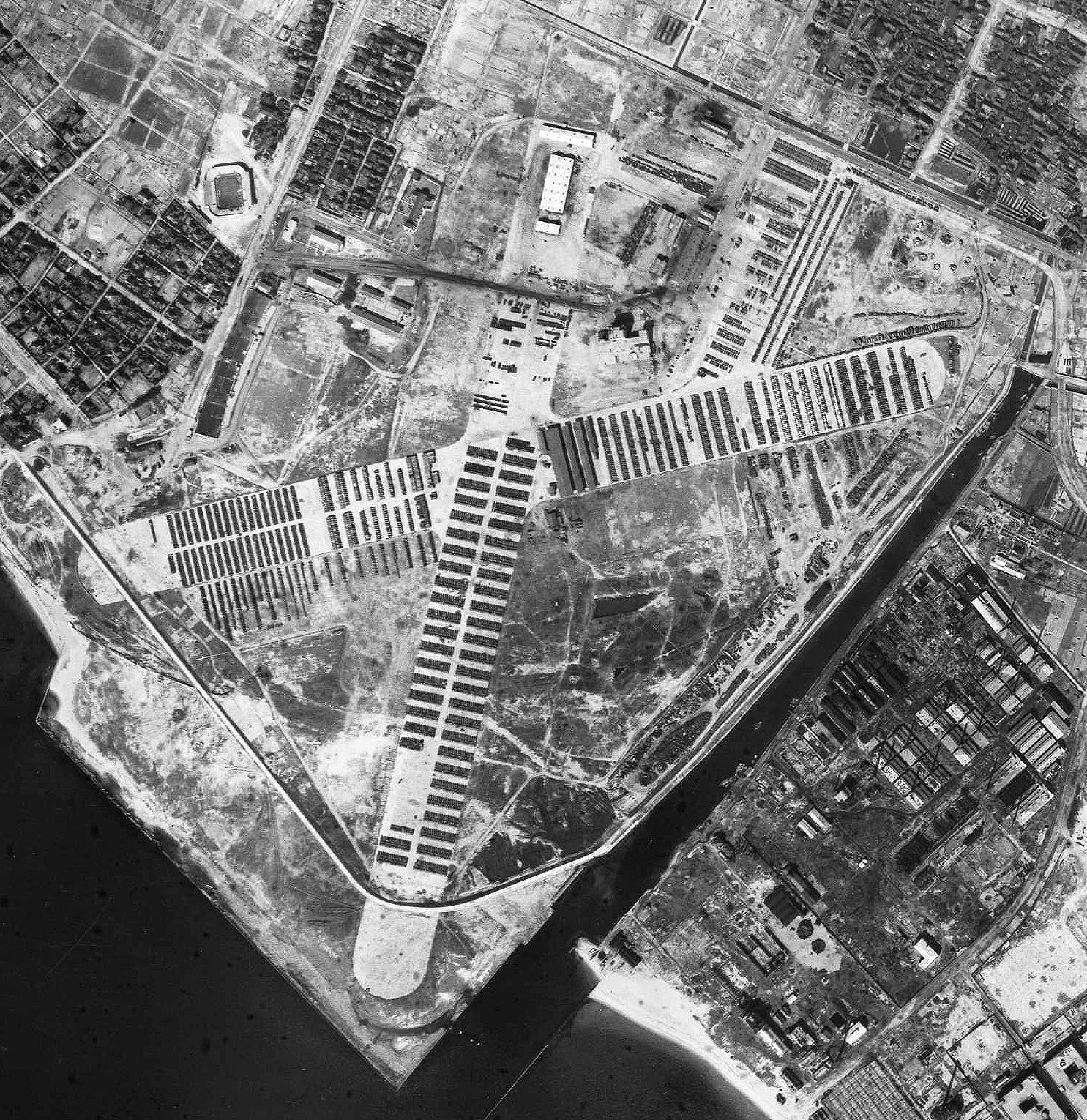
滑走路全景（上画像の拡大画像）
接収後に再建された防潮堤が見られる。また滑走路のX字交点右上辺りに、管制塔として一時使用されていた旧鳴尾競馬場本館（下画像）がある。

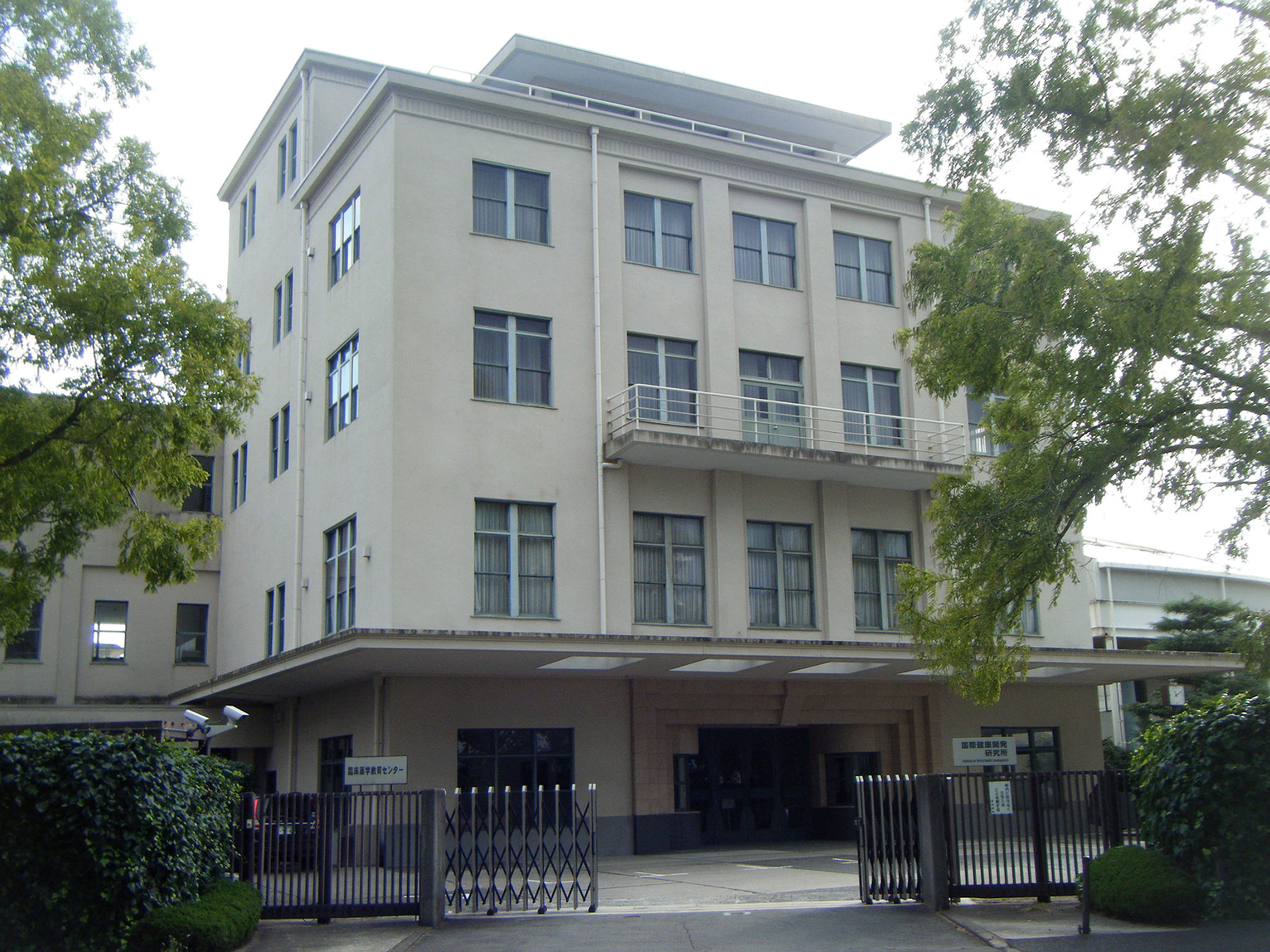
武庫川女子大学附属中学校・高等学校「芸術館」旧鳴尾競馬場本館（貴賓館）

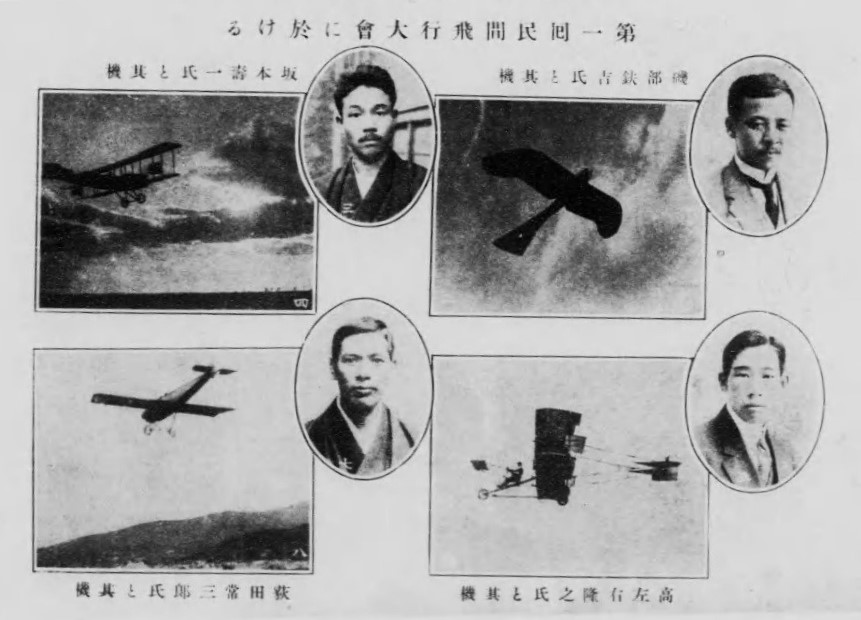
大正3年(1914)6月13、14日阪神鳴尾競馬場で帝国飛行協会主催による初の民間飛行大会が開催された

それまで水上機専門であった同製作所が陸上機「紫電」を製作することになった。鳴尾競馬場は、かつて大正3年（1914年）に帝国飛行協会主催の第1回飛行機競技会が開催されたことがあり、候補とされた。陸上機の試験飛行や、周辺地域への防空手段の必要性に鑑みて拡張が図られ、周囲の浜甲子園阪神パーク、甲子園南運動場を接収して飛行場とした。なお鳴尾競馬場の大スタンドの正面玄関部分（貴賓館）は残されて管制塔として使用された。
完成した飛行場には海軍航空隊の三三二空が所在し、阪神地区防空の拠点基地として使用された。
太平洋戦争終戦後、飛行場は米軍の接収を経て各自治体や民間団体へ払い下げられ、跡地は浜甲子園団地や武庫川女子大学の浜甲子園キャンパスなどになっている。また飛行場の管制塔として使用されていた鳴尾競馬場の建築物は、武庫川女子大学附属中学校・高等学校内に「芸術館」として現存している。

### 年表
- 昭和18年（1943年）- 開設。
- 昭和19年（1944年）
  - 1月15日 - 三四五空開隊。原隊は松山にあり、鳴尾では練成訓練を実施。
  - 7月10日 - 三四五空解隊。
  - 12月17日 - 三三二空鳴尾派遣隊が展開。20機をもって関西・名古屋地方の防空に従事。
- 昭和20年（1945年）
  - 2月5日 - 三三二空本隊が展開。
  - 3月19日 - 米機動部隊艦載機隊の来襲により被弾。
  - 終戦後、米軍に接収される。
- 昭和32年（1957年）- 米軍による接収解除。

## 遺構

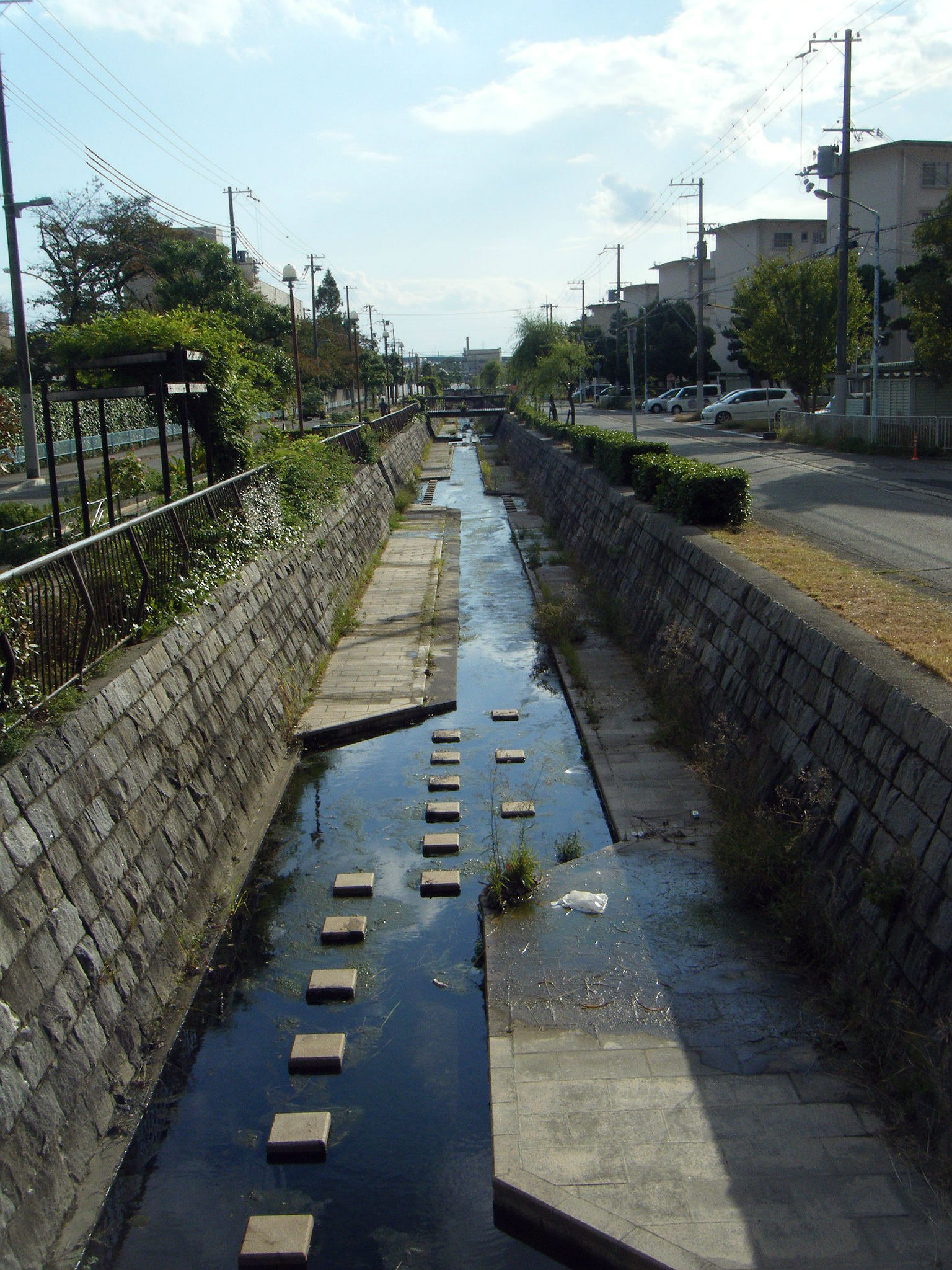
ららぽーと甲子園方面から鳴尾浜公園に向かって流れる枝川水路 鳴尾飛行場の滑走路跡地に整備された
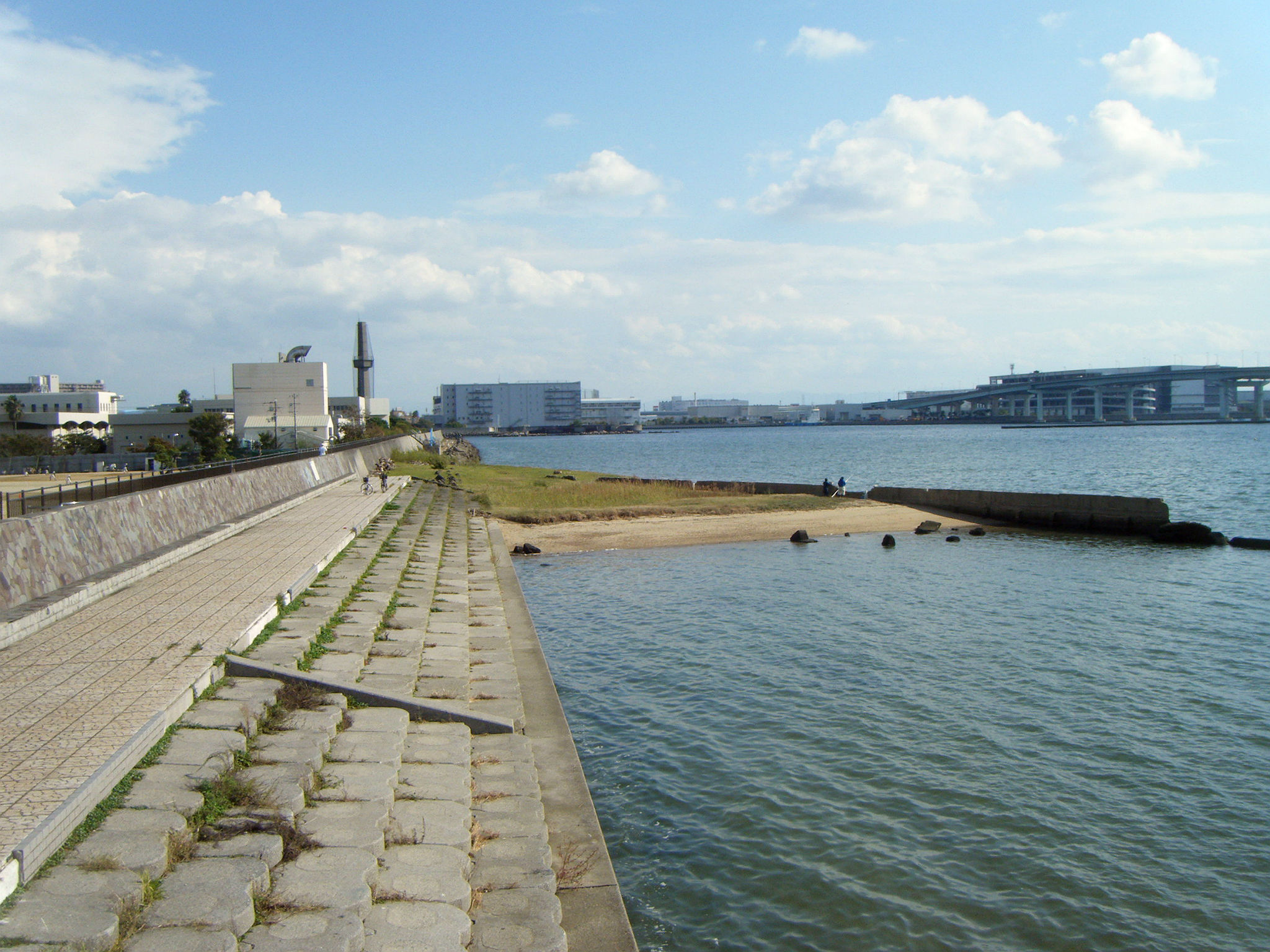
鳴尾浜公園跡 飛行場建設に伴い、撤去されていた防潮堤は終戦後再建され、海寄りに拡張されていた旧敷地の一部は水没している
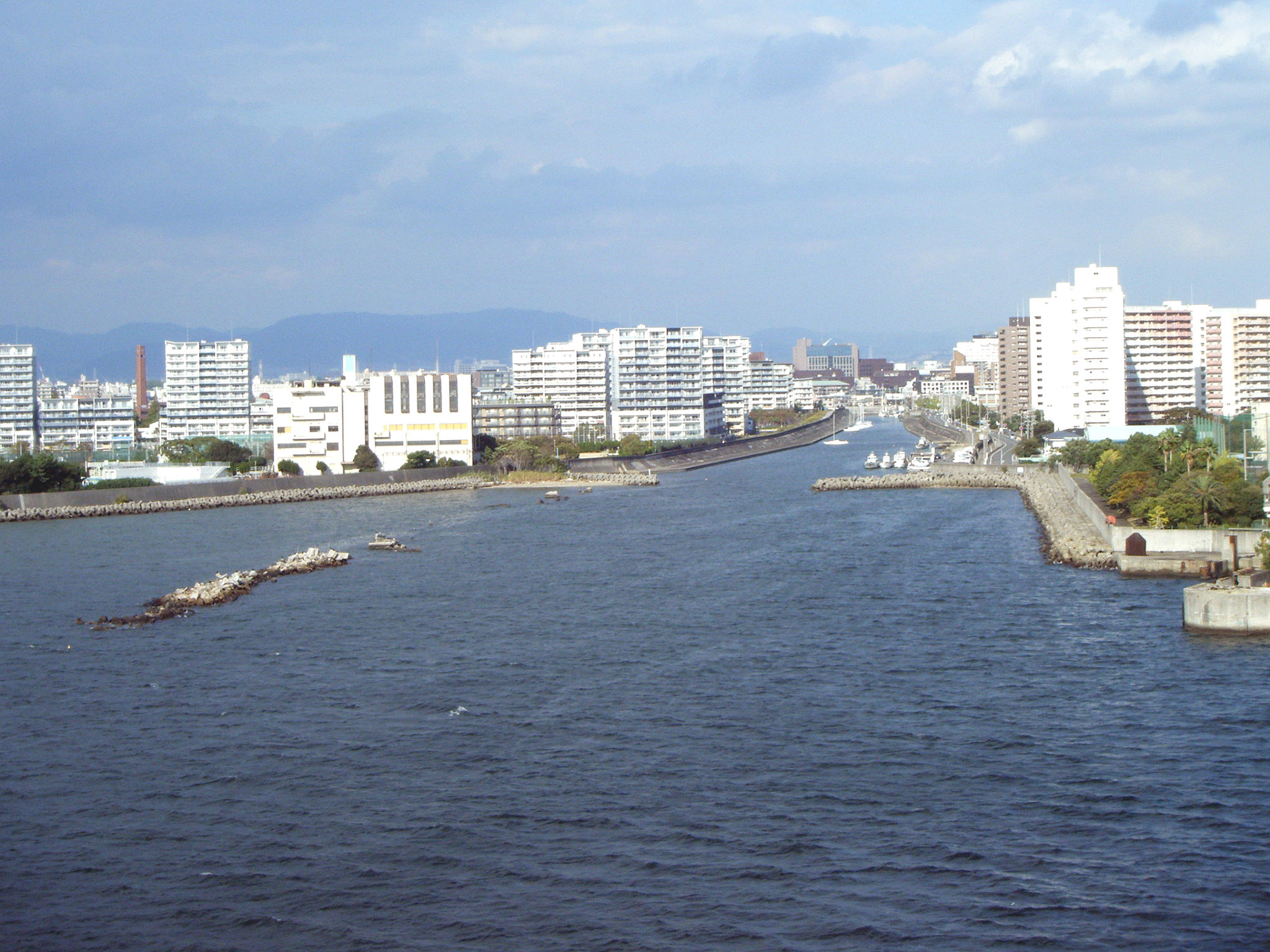
鳴尾川河口付近 右手に川西航空機、左手に鳴尾飛行場があった 水没した飛行場の護岸付近にコンクリート片が積まれている